# Agriomelissa victrix
Agriomelissa victrix is een vlinder uit de familie wespvlinders (Sesiidae), onderfamilie Sesiinae.
Agriomelissa victrix is voor het eerst wetenschappelijk beschreven door Le Cerf in 1916. De soort komt voor in het Afrotropisch gebied.